# الاحتجاجات العراقية 2015–2016
انطلقت الاحتجاجات العراقية في 31 يوليو/تموز 2015 في ساحة التحرير في بغداد للمطالبة بتحسين واقع الخدمات وخصوصا الكهرباء، حيث طالبوا بمحاسبة وزير الكهرباء قاسم الفهداوي أو إقالته، بالإضافة للمطالبة بتخفيض رواتب المسؤولين والوزراء والنواب والدرجات الخاصة.

## قبل التظاهرات

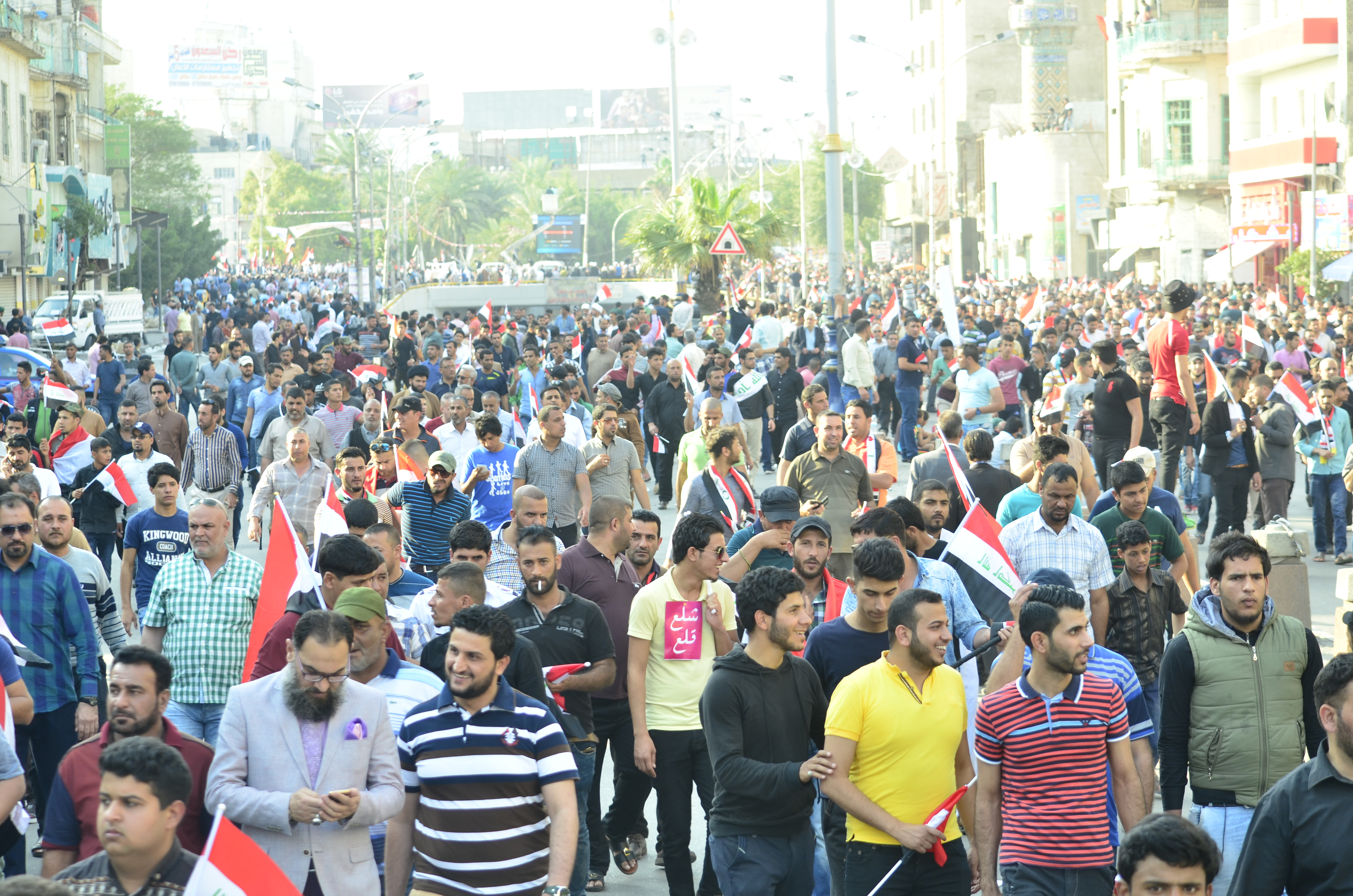
مسيرة مظاهرات في بغداد عام 2016

### مشكلة الكهرباء
يعاني العراقيون من تدهور قطاع الكهرباء، وفي فصل الصيف ترتفع درجات الحرارة لتتجاوز الخمسين درجة مئوية وتقل ساعات التجهيز بالطاقة الكهربائية، مما جعل المطالبات تزداد بمحاسبة وزير الكهرباء قاسم الفهداوي، فاستضافه مجلس النواب العراقي في يوم 25 تموز. وقد علق النائب عن دولة القانون قاسم العبودي بأن إجابات الوزير لم تكون مقنعة. أما الوزير قاسم الفهداوي فقد صرح بأنه مستعد للاستقالة إذا عجز عن حل مشكلة الكهرباء.

### مشكلة رواتب موظفي السكك الحديد

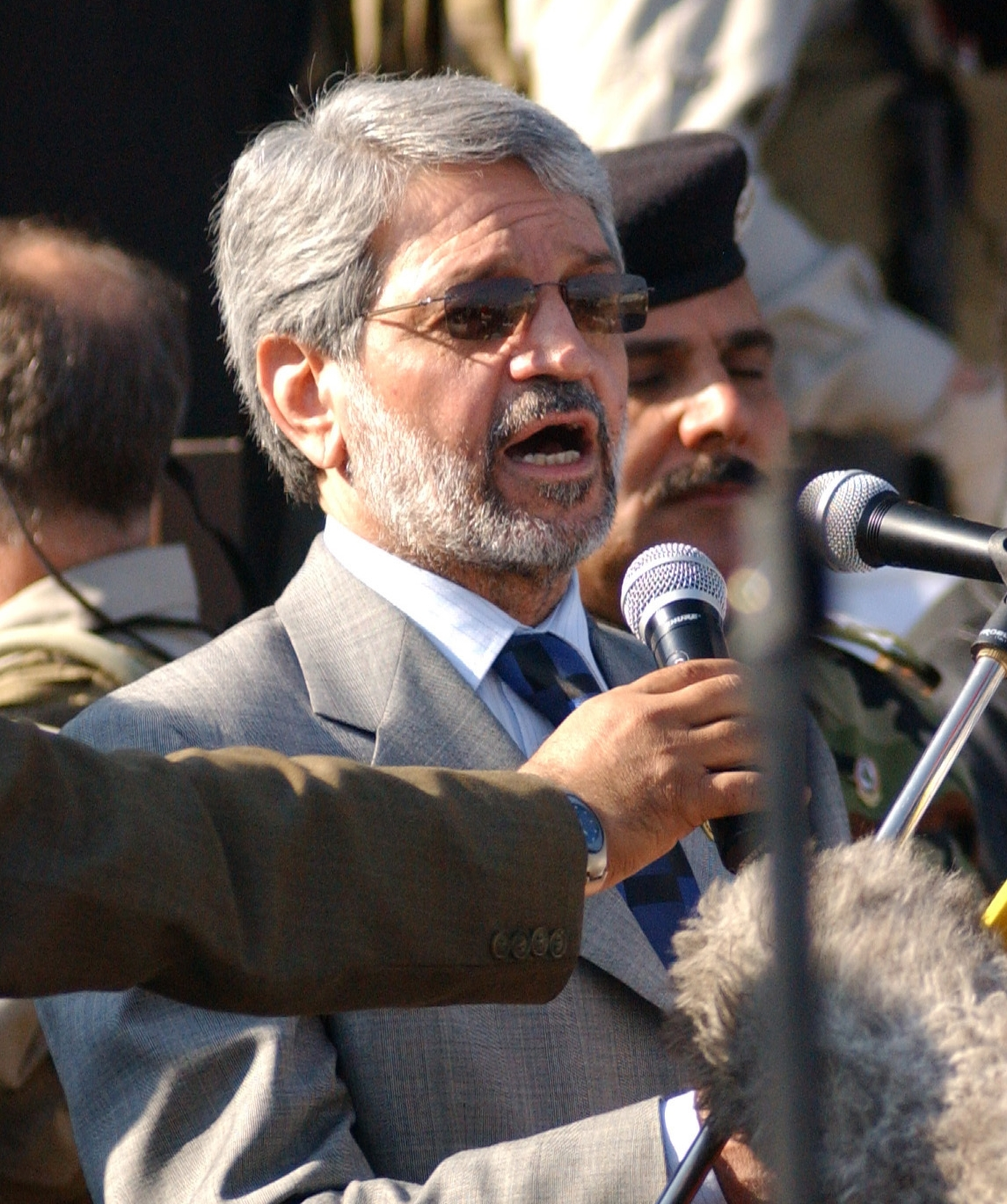
وزير النقل باقر جبر الزبيدي

وفي يوم 29 تموز قام موظفي السكك الحديد بقطع الطرق للمطالبة بتسديد رواتبهم ومستحقاتهم التي تأخرت 5 أشهر، علما أنهم هددوا بالقيام بهذا الإجراء قبل القيام به. لكن وزير النقل باقر جبر الزبيدي اتهم المظاهرات بأنها «أمر دبر بليل»، كما ادعى الخبير القانوني طارق حرب بأن تظاهر موظفي السكك الحديد بالقطارات جريمة يحاسب عليها القانون. هذه التظاهرات اضطرت وزير النقل إلى إطلاق رواتب منتسبي السكك الحديد.
وفي يوم 3 آب، التقى وزير النقل بموظفي السكك الحديد ووعدهم بالعمل على ضمان رواتبهم للأشهر المقبلة.

### مشكلة الضرائب
العجز المالي الذي تواجهه الحكومة العراقية نتيجة انخفاض أسعار النفط وارتفاع تكاليف الحرب ضد تنظيم داعش ألجأ الحكومة إلى فرضت ضرائب وفرض تعرفة جمركية في الموانئ والمطارات والمنافذ الحدودية البرية وفق قانون سنه مجلس النواب.
ومن المشاكل الأخرى، المتعلقة بالضرائب هي ضريبة بطاقات تعبئة الهاتف النقال، إذ بدأ العمل بهذه الضريبة من يوم 1 آب 2015 بنسبة 20٪. علما أن مشروع فرض ضريبة بطاقات تعبئة الهاتف النقال تعود لعام 2014. وهو ما عده بعض النواب سرقة، فنادى بعض الناشطون بحملة سميت بحملة «طفي موبايلك».

## أحداث احتجاجات 2015

جدارية ساحة التحرير على عملة 250 دينار عراقي سابقة.

### يوم 31 تموز
دعي إلى الاحتجاجات لتبدأ عصر يوم الجمعة الموافق 31 تموز، وأن يكون التجمع في ساحة التحرير في بغداد.
وقد حذر خطيب الجمعة في مدينة النجف صدر الدين القبانجي من استغلال الاحتجاجات سياسيا.
أما معتمد مرجعية النجف عبد المهدي الكربلائي فقد دعا الحكومة إلى التعامل مع طلبات المواطنين بالأساليب المناسبة. وانتقد الحكومات المتعاقبة في العراق لعدم وضعها خطط لسد النقص الحاصل في الطاقة الكهربائية.

### يوم 7 آب

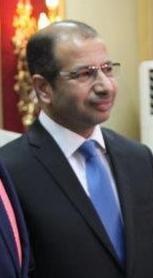
رئيس مجلس النواب العراقي سليم الجبوري

انطلقت عصر يوم الجمعة الموافق 7 آب تظاهرة في ساحة التحرير. علما أن هذه التظاهرات دعى إليها ناشطون في مواقع التواصل الاجتماعي. ووصل عدد المحتجين إلى 9000 شخص. كما أن وزير الداخلية محمد الغبان قد أعلن تأييده سابقا لهذه التظاهرات وأبدى استعداد الوزارة لحمايتها.
أما رئيس مجلس النواب سليم الجبوري فقد ألقى كلمة عرضتها القنوات التلفازية أعلن دعم المتظاهرين، وقال أن المجلس قرر استجواب الوزراء الذين يطالب المتظاهرون باستجوابهم في البرلمان.
أما خطيب الجمعة وعضو الهيئة القيادية في المجلس الأعلى الإسلامي العراقي في النجف صدر الدين القبانجي فقد عد أن توقيت المظاهرات غير مناسب وشكك في نواياها، كما ذكر أن هدفها العودة إلى الحكم «اللاديني»، علما أنه قد اتهم اطرافا بالعمل على زعزعة الوضع المستقر في العراق وبث القلق.
أما أحمد الصافي فقد دعى رئيس الوزراء حيدر العبادي أن يكون أكثر جرأة ويضرب المفسدين بيد من حديد.
أما رئيس مجلس الوزراء حيدر العبادي فقد أصدر بيانا أعلن فيه التزامه بتوجيهات المرجعية الدينية الداعية إلى محاربة الفساد الإداري وتعهد بالإعلان عن خطة شاملة للإصلاح والعمل على تنفيذها.
أما كتلة المواطن النيابية الممثلة للمجلس الأعلى الإسلامي العراقي فقد وضعت استقالة وزرائها أمام تصرف حيدر العبادي.

### يوم 9 آب

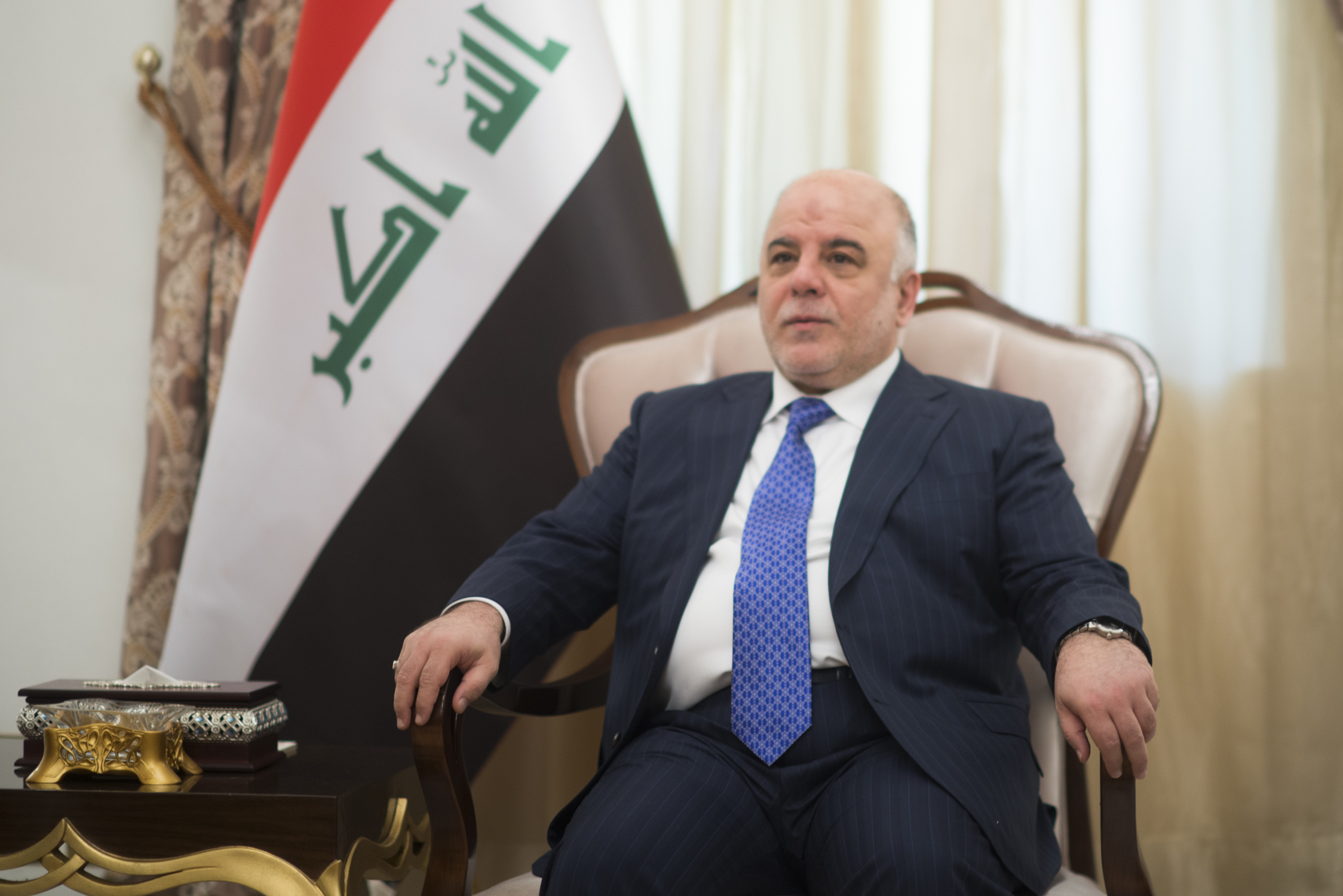
رئيس الوزراء حيدر العبادي

أعلن رئيس مجلس الوزراء العراقي حيدر العبادي يعلن عن حزمة قرارات أبرزها إلغاء مناصب نواب رئيس الجمهورية نوري المالكي وأسامة النجيفي وإياد علاوي ونواب رئيس مجلس الوزراء بهاء الأعرجي وصالح المطلك وروز نوري شاويس ضمن حزمة إصلاحات. وقد أقر مجلس الوزراء هذه الإصلاحات. ومن بين القرارات الأخرى تقليص شامل وفوري في أعداد حمايات المسؤولين وتحويل الفائض منهم إلى وزارتي الدفاع والداخلية وإبعاد جميع المناصب العليا عن المحاصصة الحزبية والطائفية وفتح ملفات الفساد السابقة والحالية ومحاكمة الفاسدين.
ودعى ناشطون إلى الخروج للتظاهر تأييدا لهذه الإصلاحات. وقد تجمع المتظاهرون بأعداد كبيرة في ساحة التحرير.
أما نوري المالكي فقد أعلن تأييده لهذه القرارات.

### يوم 10 آب
أعلن بهاء الأعرجي عن تقديم استقالته من منصب نائب رئيس الوزراء. هذه الاستقالة جاءت بعد دعوة مقتدى الصدر له بالاستقالة.
كما أعلن رئيس مجلس النواب سليم الجبوري عن ورقة إصلاح سياسي.
أما إياد علاوي، فقد طالب بإنهاء الطائفية ومنح الحكومة 3 أشهر لتنفيذ إصلاحات تبدأ من مكتب رئيس الوزراء.

### يوم 11 آب
صوت مجلس النواب العراقي بالإجماع على حزمة القرارات التي تقدم بها رئيس الوزراء حيدر العبادي. كما تم إقرار حزمة الإصلاحات النيابية التي تقدم بها رئيس المجلس سليم الجبوري والتي تضمنت الدعوة إلى المباشرة بعملية ترشيق الهيئات ودمج المديريات القابلة للدمج ودعوة رئيس مجلس الوزراء إلى إقالة كل من يثبت تقصيره في إدارة وتحقيق مصالح الشعب وإقالة أعضاء مجلس النواب ممن تجاوزت غياباتهم أكثر من ثلث جلسات المجلس من مجموع الفصل التشريعي الواحد والنظر في أداء رؤساء اللجان النيابية وتقليص أعداد أفراد حماية المسؤولين.

### يوم 12 آب
ذكرت بعض المصادر أن رئيس الجمهورية تقدم بطلب لمجلس النواب بالإبقاء على أحد نوابه، وهو نوري المالكي نائبا له، لكن سرعان ما نفى مكتب رئيس الجمهورية هذا الخبر.

## أحداث احتجاجات 2016
في 30 أبريل 2016، دخل الآلاف من المحتجين إلى المنطقة الخضراء في بغداد واحتلوا مبنى البرلمان العراقي. حدث هذا بعد أن لم يوافق البرلمان العراقي على وزراء الحكومة الجدد. وكان من بين المحتجين أنصار رجل الدين الشيعي مقتدى الصدر. وعلى الرغم من وجود قوات الأمن العراقية، إلا أنها لم تحاول منع المحتجين من دخول مبنى البرلمان.

## الاحتجاجات في المحافظات
هذه نبذة عن بعض حالات التظاهر التي شهدتها محافظات العراق:

### محافظة البصرة

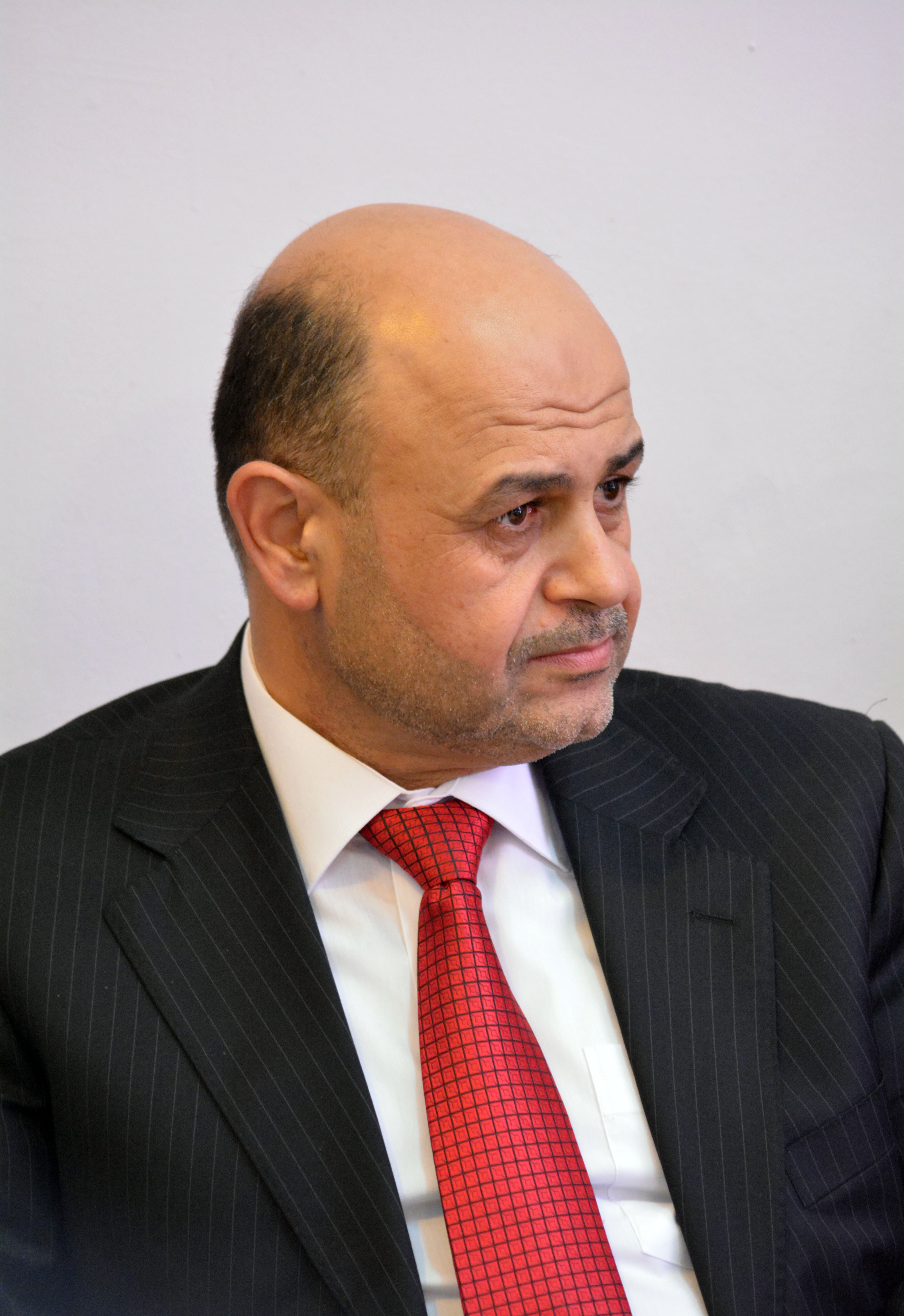
محافظ البصرة ماجد النصراوي

تتكرر الاحتجاجات في البصرة بين فترة وأخرى للمطالبة بتوفير فرص العمل والمطالبة بالخدمات. ففي يوم 16 تموز/يوليو قتل شاب وجرح ثلاثة آخرين في قضاء المدينة شمال المحافظة خلال تظاهرات للمطالبة بتحسين واقع التيار الكهربائي. على إثرها سرعان ما توسعت تلك الاحتجاجات لتشمل مناطق أخرى تقع شمالي المحافظة، منها مناطق الشافي والغميج والشرش، إضافة إلى قضاء القرنة، وقد تم قطع بعض الطرق من خلال إضرام النار في اطارات السيارات. كما تعرضت دوائر حكومية في تلك المناطق إلى تجاوزات تضمنت محاصرة مركزا للشرطة واقتحام مكتب للمجلس الأعلى الإسلامي في قضاء المدينة وإحراق مقر المجلس البلدي في منطقة بني منصور. كذلك قام أهالي قضاء المدينة بمنع موظفي الشركات النفطية من الدخول إلى القضاء.
وفي يوم 1 آب/أغسطس 2015، نظم مئات العراقيين مظاهرة أمام مجلس محافظة البصرة احتجاجا على تردي الخدمات ونقص الطاقة الكهربائية وانعدام الوظائف في المؤسسات الحكومية لحملة الشهادات الجامعية، وطالب المتظاهرون بإقالة مسؤولين حكوميين، وفي مقدمتهم وزير الكهرباء قاسم الفهداوي، ومحافظ البصرة ماجد النصراوي لإخفاقهم في تأدية واجبهم في تأمين الخدمات طيلة مدة توليهم مناصبهم الإدارية.
وفي يوم 7 آب/أغسطس، خرج مئات المتظاهرين أمام مبنى المحافظة وقاموا قاموا بنصب السرادق في موقع التظاهر.

### محافظة النجف
انطلقت الاحتجاجات في النجف يوم 1 آب/أغسطس 2015 بالتزامن مع انطلاقها في محافظات أخرى.
وفي يوم 5 آب/أغسطس، قام العاملين في الشركة العامة للصناعات النسيجية في النجف بالمطالبة بصرف رواتبهم المتاخرة منذ ثلاث شهور وتحويل شركاتهم من التمويل الذاتي إلى التمويل المركزي.
وفي 7 آب/أغسطس، تجمع المئات من المتظاهرين قرب مجسر ثورة العشرين وسط النجف، للمطالبة بتحسين الخدمات ومحاسبة الفاسدين.

### محافظة كربلاء
انطلقت الاحتجاجات في كربلاء يوم 1 آب/أغسطس 2015 بالتزامن مع انطلاقها في محافظات أخرى. وفي مساء 3 آب/أغسطس، شهدت محافظة كربلاء مظاهرة نددت بتردي الخدمات وتفشي ظاهرة الفساد الإداري، وتعهد المتظاهرون باستمرار مظاهراتهم إن لم تتم الاستجابة لمطالبهم.
وفي يوم 7 آب/أغسطس، في تظاهرة انطلقت من ساحة الانتفاضة وسط مدينة كربلاء ووصلت أمام مبنى إدارة المحافظة، رشق متظاهرون مبنى المحافظة بالحجارة. علما أن المنضمين للتظاهرات قد أعلنوا دعمهم لرئيس مجلس الوزراء حيدر العبادي لمكافحة الفساد المالي والإداري.

### محافظة ذي قار
في يوم 2 آب/أغسطس 2015، حيث تظاهر المئات في مدينة الناصرية متهمين الحكومة بالتقصير. هذه المظاهرات اتسعت لتكون أكبر مظاهرات الجنوب حيث كان التجمع في ساحة الحبوبي. وطالب المتظاهرون باتخاذ إجراءات ضد المسؤولين الفاسدين، وإقالة كل من تسبب في إهدار أموال العراق من خلال العقود الوهمية. واتهم المتظاهرون المسؤولين في السلطتين التشريعية والتنفيذية بالسرقة. وركزت الهتافات على انقطاع الكهرباء وارتفاع معدلات البطالة.
وفي يوم 7 آب/أغسطس، تواصلت المظاهرات في مدينة الناصرية في ساحة الحبوبي للمطالبة بتحسين الخدمات والقضاء على المحاصصة وإعادة النظر في العملية السياسية.

### محافظة المثنى
في يوم 6 آب/أغسطس، تظاهر المئات في قضاء الرميثة شمال محافظة المثنى للمطالبة بتحسين الخدمات. وطالبوا أيضا بإقالة محافظ المثنى إبراهيم الميالي وحل مجلس المحافظة.
وفي يوم 7 آب/أغسطس، شهدت مدينة السماوة تظاهرة تحت عنوان (رجعولنه فلوسنا).

### محافظة القادسية
سبقت هذه التظاهرات تظاهرات متفرقة، ففي يوم 10 حزيران/يونيو تظاهر العشرات من المحاضرين في تربية الديوانية أمام مبنى مديرية التربية للمطالبة بشمولهم بدرجات التعيين التعويضية.
في يوم 3 آب/أغسطس، تظاهر عشرات المزارعين والفلاحين في مدينة الديوانية أمام مبنى المجمع الحكومي للمطالبة بصرف مستحقاتهم المترتبة عن تسويق محاصيلهم الزراعية إلى وزارة التجارة بالإضافة إلى زيادة الحصة المائية.
وفي يوم 5 آب/أغسطس، خرج المئات من موظفي معمل نسيج الديوانية احتجاجا على عدم صرف رواتبهم المتأخرة منذ شهرين من قبل وزراة المالية وقاموا بقطع الطريق الرابط بين مدخل المحافظة والطريق الدولي.
وفي يوم 7 آب/أغسطس، تظاهر المئات من أهالي المحافظة وتوجهوا إلى مكتب مجلس النواب في المحافظة وقاموا بإغلاقه.

### محافظة بابل
في يوم 2 آب/أغسطس 2015، تظاهر نحو ألف شخص بمدينة الحلة مركز المحافظة احتجاجا على تردي الخدمات.
وفي يوم 5 آب/أغسطس، قام العاملين في الشركة العامة للصناعات النسيجية في الحلة بالمطالبة بصرف رواتبهم المتاخرة منذ ثلاث شهور وتحويل شركاتهم من التمويل الذاتي إلى التمويل المركزي.

### محافظة واسط
في يوم 7 آب/أغسطس، تجمع حوالي ألف متظاهر في ساحة العامل بوسط مدينة الكوت للمطالبة بتحسين واقع الخدمات في المحافظة بشكل عام ومحاربة سراق المال العام والفاسدين.

### محافظة السليمانية
في يوم 3 آب/أغسطس 2015، أصيب 19 شخصا (12 شخصا من المتظاهرين وسبعة من عناصر الشرطة) في قضاء حلبجة شرق محافظة السليمانية إثر مواجهات تلت مظاهرات تطالب بتوفير الخدمات.

### محافظة الأنبار
لم تشهد المحافظة أي مظاهرات تتزامن مع التظاهرات في بقية مدن العراق لكون أغلب مدنها يسيطر عليها تنظيم الدولة الإسلامية (داعش) باستثناء حالات تظاهر في معبر بزيبز للمطالبة بفتحه، لكن بعض الطلبة النازحين من كلية المعارف الجامعة تظاهروا ضد رئيس مجلس المحافظة صباح كرحوت عند حضوره للامتحان في الموقع البديل للجامعة في كركوك.
كما أعلن مجلس محافظة الأنبار في يوم 9 آب/أغسطس أن صباح كرحوت قد أقيل من منصبه وترشح أربعة من أعضاء مجلس المحافظة لخلافته.

### محافظة أربيل
في يوم 3 آب/أغسطس، تظاهر نساء يزيديات أمام مكتب هيئة الأمم المتحدة في أربيل بمناسبة مرور عام على سيطرة تنظيم الدولة الإسلامية (داعش) على سنجار، وقد طالبت التظاهرة على إطلاق سراح اللواتي لا زلن أسرى بيد تنظيم الدولة.
وفي يوم 12 آب/أغسطس، أعلنت إدارة محافظة أربيل منع رئيس اقليم كردستان مسعود بارزاني لتنظيم أي استعراض عسكري أو مظاهرة في المحافظة.

### محافظة كركوك
في يوم 3 آب/أغسطس، تظاهر العشرات من موظفي العقود في كركوك لمطالبة الحكومة الاتحادية وإدارة المحافظة بالتدخل لغرض صرف رواتبهم المتوقفة منذ ستة أشهر.